# El Cantillo
El Cantillo es una entidad de población perteneciente al municipio de Tacoronte, en la isla de Tenerife —Canarias, España—.

## Geografía
Se encuentra en la zona media del municipio, a apenas un kilómetro del casco de Tacoronte y a una altitud media de 565 m s. n. m.
Cuenta con el centro comarcal de educación de adultos, el campo de fútbol Avencio Hernández Abreu, una farmacia, la clínica Tara, una iglesia evangelista, un cajero automático, así como algunos comercios, bares y restaurantes.

## Demografía
| Año        | 2000  | 2005  | 2010  | 2015  | 2020  |
| ---------- | ----- | ----- | ----- | ----- | ----- |
| Habitantes | 1 642 | 1 141 | 1 063 | 1 064 | 1 061 |

## Comunicaciones
Se llega al barrio principalmente a través de la autopista del Norte TF-5 y de la carretera general del Norte TF-152.

### Transporte público
En autobús —guagua— queda conectado mediante la siguiente línea de TITSA: 
| Línea | Trayecto                                                    | Recorrido     |
| ----- | ----------------------------------------------------------- | ------------- |
| 012   | La Laguna - El Sauzal (por zona centro de Tacoronte)        | Horario/Línea |
| 051   | Circular La Laguna - Tejina - Tacoronte - La Laguna         | Horario/Línea |
| 101   | Santa Cruz - Puerto de la Cruz (por carretera general)      | Horario/Línea |
| 102   | Santa Cruz - Aeropuerto Norte - Puerto de la Cruz (express) | Horario/Línea |